# باشگاه فوتبال آینتراخت برانشوایگ
برانشوایگ تورن-اوند اشپورت‌ورین آینتراخت وون ۱۸۹۵ (به آلمانی: Braunschweiger Turn-und Sportverein Eintracht von 1895) که عموماً با نام آینتراخت برانشوآیگ (به آلمانی: Eintracht Braunschweig) یا بی‌تی‌اس‌وی شناخته می‌شود، یکی از باشگاه‌های فوتبال آلمان می‌باشد. این باشگاه یکی از اعضای مؤسس بوندسلیگا در سال ۱۹۶۳ بود و برنده عنوان ملی لیگ آلمان در سال ۱۹۶۷ است.
از سال ۱۹۲۳ به بعد، این تیم در آینتراخت-اشتادیون توپ می‌زند. این تیم رقابت سرسختی با تیم هم‌منطقه‌ای خود یعنی هانوفر ۹۶ دارد.
علاوه بر فوتبال، این باشگاه ورزشی، تیم‌های مختلف دیگری در رشته‌های دیگر ورزشی بخصوص هاکی روی چمن ارائه کرده که موفق به دریافت جوایز و افتخارات زیادی شده‌اند. دانیال داوری، یکی از دروازه‌بانان برجستهٔ ایرانی-آلمانی این تیم بوده است.

## تاریخچه

### ۱۸۹۵ تا ۱۹۶۰: پیدایش، سال‌های ابتدایی و جنگ جهانی
آینتراخت برانشوآیگ در سال ۱۸۹۵ برای اولین بار با نام اف‌یوسی‌سی آینتراخت ۱۸۹۵ به عنوان باشگاه فوتبال و کریکت تأسیس شد؛ سپس نام آن در سال ۱۹۰۶ به اف‌سی آینتراخت وون ۱۸۹۵ تغییر یافت و برای سومین بار، در سال ۱۹۲۰، نام آن به اس‌وی آینتراخت تغییر یافت.
آینتراخت برانشوآیگ همواره دارای یکی از جالب‌ترین و غنی‌ترین تاریخچه‌ها را در بین تیم‌های شمالی کشور آلمان داشته و جزو تیم‌های پرطرفدار بوده است. در سال ۱۹۰۰، آینتراخت برانشوآیگ از اعضای مؤسس فدراسیون فوتبال آلمان بود. آن‌ها در سال‌های ۱۹۰۸ و ۱۹۱۳ موفق به قهرمانی در مسابقات قهرمانی شمالی فوتبال آلمان شدند و در سال ۱۹۱۴ سه بازیکن روانهٔ تیم ملی فوتبال آلمان کردند. آن‌ها در طول دوران آلمان نازی، در گالیگا نیدرساشن توپ می‌زدند. در آن زمان (سال‌های ۱۹۳۳ تا ۱۹۴۵) این لیگ در بالاترین مقام در زمینه فوتبال در استان پروسی هانوفر و شامل برمن، برانسویک، شامبورگ-لیپه و اولدنبرگ قرار داشت. در فصل ۱۹۴۲–۱۹۴۳، آینتراخت برانشوآیگ به پلی-آف مسابقات ملی آلمان رفت و در آن دوران جزو یکی از تیم‌های پرطرفدار و مدعی بود. آن‌ها تحت مربیگری جرج شورش ناپفله از ۱۸ مسابقه موفق به بردن ۱۷ مسابقه شدند و تنها در یک بازی مساوی گرفتند و در طول این هجده مسابقه، ۱۴۶ گل به ثمر رساندند. در طول این مسابقات پس از بردن ویکتوریا هامبورگ با نتیجهٔ ۵–۱ دور اول را به پایان رساندند و در دور بعد به تیم هلموت شون درسنر اس‌سی که در آن زمان یکی دیگر از مدعیان قهرمانی بود، برخورد کردند و آن مسابقه را با نتیجه سنگین ۴–۰ واگذار کردند و از مسابقات حذف شدند. درسنر در همان سال موفق شد با گذراندن فصلی بدون شکست قهرمان مسابقات قهرمانی آلمان شود.

#### پس از جنگ جهانی دوم

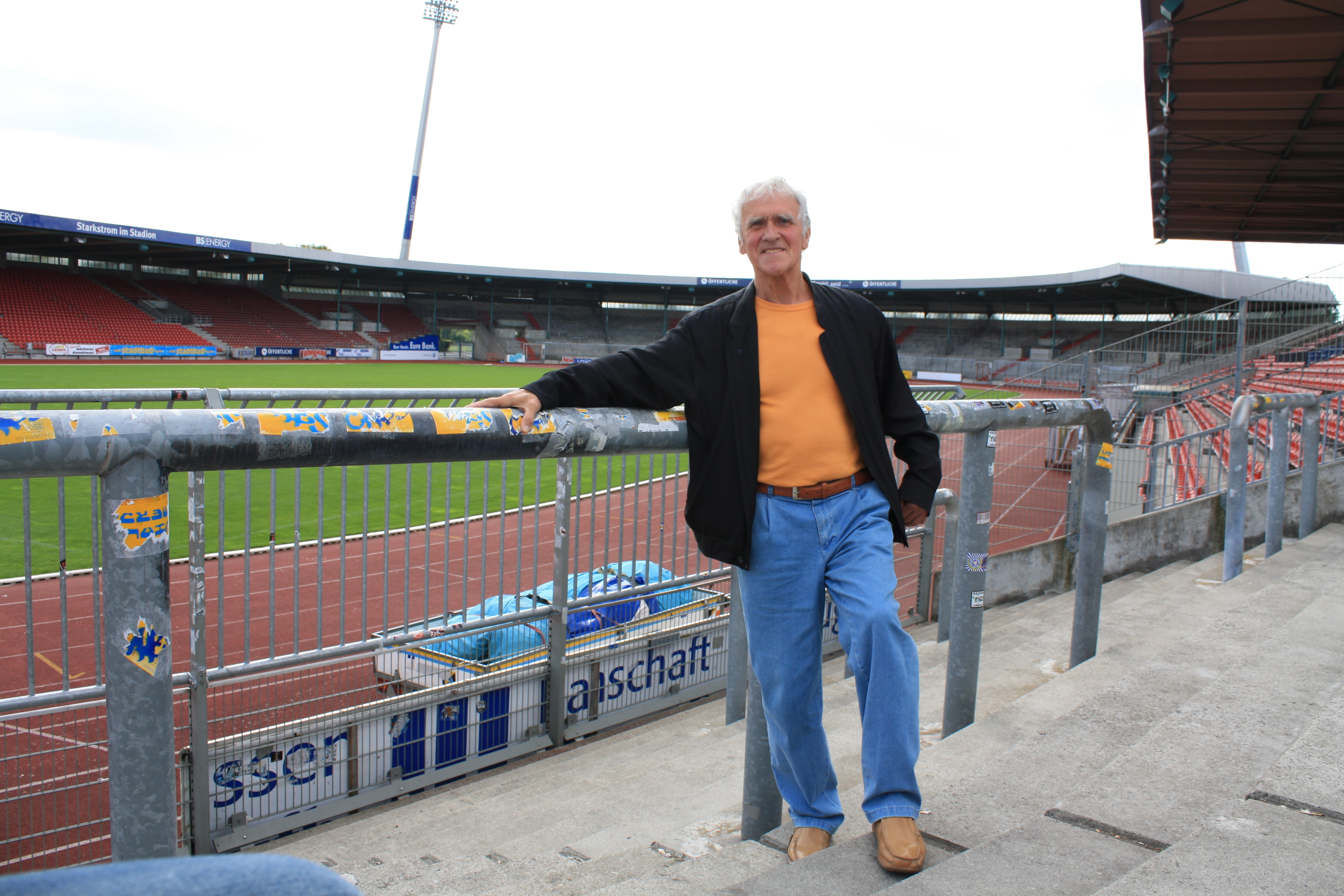
والتر اشمیدت در ورزشگاه آینتراخت برانشوآیگ در سال ۲۰۰۹

در بخشی از نازی زدایی که توسط انگلیسی‌ها بعد از جنگ جهانی شکل گرفت، تمامی باشگاه‌های مربوط به منطقه برانشوآیگ که از قبل تأسیس شده بودند، منحل شدند و سپس، تقاضای شکل‌گیری تنها یک تیم متحد برای شهر را صادر کردند. بدین ترتیب، در تاریخ ۲ نوامبر ۱۹۴۵، تیمی جدید با نام تی‌اس‌وی برانشوآیگ ایجاد شد. در سال ۱۹۴۹، این تیم نام فعلی باشگاه (یعنی آینتراخت برانشوآیگ) را اختیار کرد. تیم در بالاترین سطوح لیگ آلمان مسابقه می‌داد و تنها در فصل ۱۹۵۲–۱۹۵۳ بود که آن‌ها لیگ را در دستهٔ دوم گذراندند. آن‌ها هم‌چنین باری دیگر در دور پایانی مسابقات ملی در سال ۱۹۵۸ شرکت کردند ولی باز ناکام ماندند.

### ۱۹۶۰ تا ۱۹۷۰: حضور در بوندسلیگا و ثبت رکورد
ثبات و پایداری آینتراخت برانشوآیگ در زمینه مالی به آن‌ها کمک کرد بتوانند در جمع شانزده تیم برتر آلمان در سال ۱۹۶۳ از بین ۴۶ تیم ورودی قرار بگیرند و وارد اولین دوره بوندسلیگا شوند. آن‌ها توانستند تحت مربیگری هلموث یوهانسن در فصل ۱۹۶۶–۱۹۶۷، جام ملی را از آن خود کنند و با استراتژی‌های دفاعی این مربی، رقبای خود را یکی پس از دیگری شکست دهند. بازی دفاعی این تیم باعث شد نامشان در تاریخ ثبت شود چراکه هیچ تیمی در تاریخ نتوانسته بود کمتر از ۲۷ گل خورده در داشته باشد و آن‌ها با دریافت تنها بیست و هفت گل در طول یک فصل لیگ کامل توانستند نام خود را ثبت کنند تا اینکه در سال ۱۹۸۸ تیم وردر برمن رکورد آن‌ها را شکست. در طول این فصل نیز ده بازیکن برای تیم ملی انتخاب شدند که در نوع خود قابل توجه است.
در سال ۱۹۶۸، باشگاه با اتفاق غم‌انگیزی دیگری روبه‌رو شد؛ جایی که مهاجم ۲۹ سالهٔ آینتراخت، یورگن مول، به‌همراه همسرش در یک تصادف رانندگی کشته شد. دو بازی دوستانه خیریه برای بچه‌های مول برگزار شد که اولین آنها، آینتراخت در برابر اعضای تیم ملی آلمان در سال ۱۹۵۴ (که قهرمان جام جهانی شده بودند) و بازی دوم تیم هانوفر ۹۶ در برابر تیم منتخب بوندسلیگا بود.

### ۱۹۷۰ تا ۱۹۸۵: رسوایی در بوندسلیگا و اولین قرارداد با اسپانسر
در سال ۱۹۷۱، آینتراخت برانشوآیگ در یکی از شش بازی بوندسلیگایی که در آن‌ها تبانی صورت گرفته بود نقش داشت. البته استفاده از لفظ نقش داشتن برای تیم برانشوآیگ صحیح نیست چراکه قبل از بازی با اوبرهاوزن، به آن‌ها وعده ۴۰۰۰۰ مارک آلمان داده شده بود؛ تنها به عنوان پاداشی تشویقی و نه برای کم‌کاری، باخت یا مساوی کردن بازی. در پایان، بازی با نتیجه مساوی ۱–۱ تمام شد و دو بازیکن از بازی کردن محروم و ده بازیکن دیگر مجبور به پرداخت جریمه به فدراسیون فوتبال آلمان شدند.

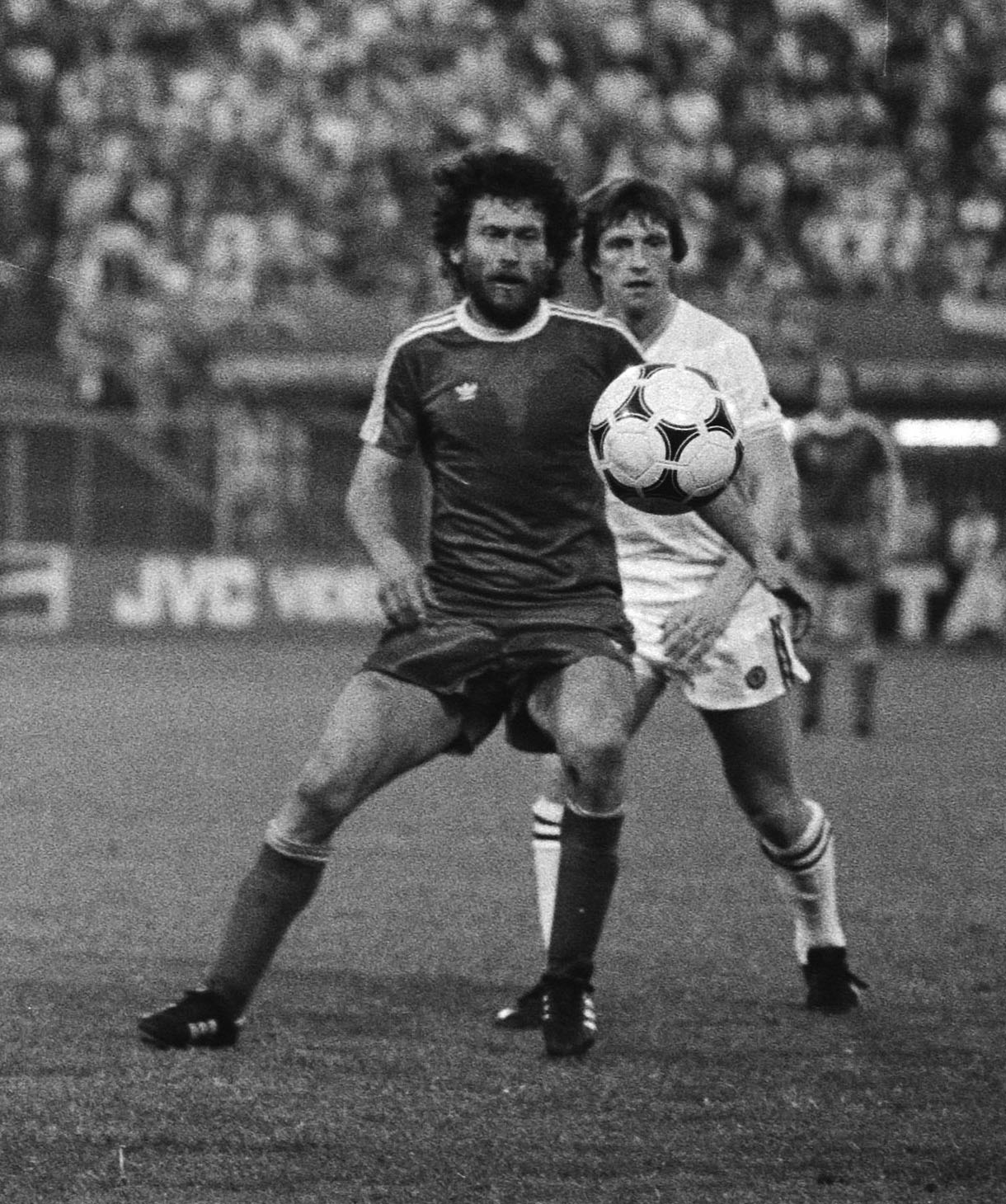
پل برایتنر ← در سال ۱۹۷۷ به باشگاه آینتراخت برانشوآیگ پیوست ولی پس از یک فصل ناموفق به بایرن مونیخ فروخته شد.

در سال ۱۹۷۳، برانشوآیگ تبدیل به اولین تیمی شد که در بوندسلیگا، اقدام به قراردادن تبلیغ بر روی لباس ورزشی‌اش کند که در اصل تبلیغ نوشیدنی الکلی جاگرمایستر بود. آن‌ها با انجام این کار، از شرکت نوشیدنی ۱۰۰۰۰۰ مارک آلمان دریافت کردند و راه و رسم جدیدی را برای پول درآوردن به باشگاه‌های آلمانی معرفی کردند؛ کاری که امروزه تقریباً در تمامی باشگاه‌های بزرگ صورت می‌گیرد و رؤسای باشگاه‌ها پول هنگفتی از آن به جیب می‌زنند. مسابقهٔ تیم آینتراخت برانشوآیگ در برابر شالکه ۰۴ در بوندسلیگا در تاریخ ۲۴ مارس ۱۹۷۳، اولین مسابقه‌ای بود که یکی از تیم‌ها بر روی پیراهن ورزشی خود اسپانسری قرار داده بودند. جاگرمایستر تا سال ۱۹۸۷ اسپانسر این تیم بود؛ تا جایی که برای تغییر نام تیم آینتراخت برانشوآیگ به آینتراخت جاگرمایستر در سال ۱۹۸۳ درخواستی ارسال شد ولی فدراسیون فوتبال آلمان این نام را تأیید نکرد.
آینتراخت برانشوآیگ در به دست آوردن جام در سال ۱۹۷۷ نیز ناکام ماند و در حالی که تنها یک امتیاز از تیم قهرمان یعنی بروسیا مونشن‌گلادباخ کم داشت و اختلاف گل زده و گل خورده‌اش از شالکه ۰۴ کمتر بود، در جایگاه سوم قرار گرفت. در پایان این فصل بود که باشگاه یکی از بزرگ‌ترین خریدهای تاریخش را اعلام کرد. پل برایتنر، بازیکنی که موفق به بردن جام جهانی ۱۹۷۴ با تیم ملی آلمان شده بود و در رئال مادرید بازی می‌کرد، با مبلغ ۱/۶ میلیون مارک آلمان، به برانشوآیگ پیوست. سبک بازی او با تیم خیلی سازگاری نداشت و نمی‌توانست با برانشوآیگ به جام‌های بزرگ‌تر همچون لیگ قهرمانان اروپا برسد؛ کاری که با زئال مادرید امکان‌پذیر بود؛ بنابراین، پس از یک فصل ناموفق با آینتراخت برانشوآیگ، پل برایتنر به بایرن مونیخ پیوست و تبدیل به یکی از بزرگ‌ترین بازیکنان تاریخ بایرن شد.
در سال ۱۹۷۹، لوتز آیگندورف که برای دینامو برلین بازی می‌کرد، به غرب آلمان آمد تا برای باشگاه فوتبال کایزسلاترن بازی کند. او در مدتی کوتاه پس از انتقالش به کایزسلاترن، به آینتراخت پیوست. خیلی نگذشت که خبر فوت او در سراسر کشور پیچید و گفته شد که او در یک سانحه رانندگی جان خود را از دست داده است ولی در سال ۲۰۰۰ معلوم شد که مرگ او در حقیقت عمدی بوده و وزارت امنیت آلمان شرقی یا اشتازی (به انگلیسی: Stasi) دستور قتل او را صادر کرده بود.
باشگاه در دهه ۸۰ میلادی اکثراً در بوندسلیگا بازی می‌کرد و تنها دو فصل را در سال‌های ۱۹۷۳ و ۱۹۸۰ در لیگ دسته دو سپری کرد. آن‌ها از سال ۱۹۶۳ تا ۱۹۷۳ در بوندسلیگا ۳۲۲ مسابقه را انجام دادند و هنوز رکورد کارت قرمز نگرفتنشان پایدار است؛ در طول این ۳۲۲ بازی هیچ‌کدام از بازیکنان آینتراخت برانشوآیگ کارت قرمزی دریافت نکردند.
در فصل ۱۹۸۴–۱۹۸۵ آینتراخت برانشوآیگ برای بار سوم از بوندسلیگا سقوط کرد.

### ۱۹۸۵ تا ۲۰۱۲: افت‌های پیاپی و سال‌های تاریک

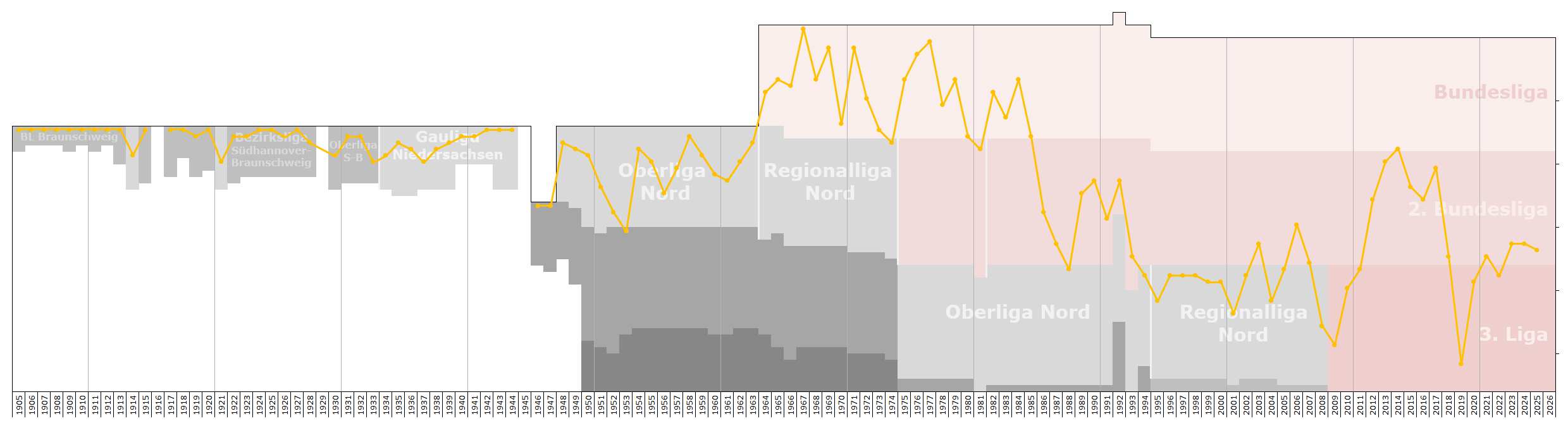
جدول عملکرد باشگاه آینتراخت برانشوآیگ

بعد از فصل ۱۹۸۵–۱۹۸۶، باشگاه در دسته دو و دسته سه آلمان توپ می‌زد و سال‌های موفقی را نمی‌گذراند. در سال ۱۹۸۷، آن‌ها اولین تیمی شدند که با اختلاف گل مثبت (۵۲ گل زده و ۴۷ گل خورده) به دستهٔ پایین‌تر سقوط کنند. بعد از حضور پیاپی در رجیونالیگا (به انگلیسی: Regionalliga) (که در آن زمان، لیگ دسته سوم بود و در حال حاضر لیگ دسته چهارم آلمان است) در دهه ۹۰ میلادی، تیم به بوندسلیگا ۲ صعود کرد. پس از گذراندن چندین فصل در این دو لیگ و فراز و نشیب‌های مختلف، باشگاه با بحرانی شدید روبه‌رو شد؛ هم از لحاظ مالی و هم از لحاظ همکاری تیمی. پس از تغییر سیستم لیگی در آلمان و معرفی لیگا ۳، در سال‌های ابتدایی قرن بیست و یکم، آینتراخت برای اولین بار در معرض سقوط به لیگ دسته چهارم آلمان بود.
پس از اینکه تورستن لیبرنخت هدایت تیم را بر عهده گرفت، تنها پس از چند هفته تیم در آخرین هفته از لیگا ۳ توانست در لیگ باقی بماند و به دسته چهارم سقوط نکند. آمدن لیبرنخت در تیم روحیه ایجاد کرد. هم‌چنین باشگاه خبر عضویت مارک آرنولد را به عنوان مدیر ورزشی جدید اعلام کرد. آن‌ها در فصل ۲۰۱۰–۲۰۱۱ موفق شدند به بوندسلیگا ۲ بازگردند و فصل ۲۰۱۱–۲۰۱۲ را در اواسط جدول بوندسلیگا ۲ بگذرانند. فصل ۲۰۱۲–۲۰۱۳ حتی سال بهتری برای برانشوآیگ بود چرا که آن‌ها از هفتهٔ دوم تا آخر فصل توانستند جایگاه خود در صدر جدول را محفوظ نگه دارند و در هفتهٔ سی‌ویکم با پیروزی بیرون از خانه در برابر باشگاه فوتبال اینگولشتات ۰۴ به‌طور رسمی پس از ۲۸ سال حضور در لیگ دسته دو و سه آلمان، به بوندسلیگا بازگردند.

### ۲۰۱۲ تا کنون: حضور در بوندسلیگا و سقوط در لحظات پایانی
باشگاه آینتراخت برانشوآیگ فصل ۲۰۱۳–۲۰۱۴ بوندسلیگا را به خوبی نگذراند و پس از انجام ۳۴ بازی، ۶ برد، ۷ تساوی و ۲۱ باخت و تفاضل گل ۳۱- و با ۲۵ امتیاز به بوندسلیگا ۲ سقوط کرد. آن‌ها تقریباً در کل فصل در نقاط سقوط بودند ولی تا آخرین هفتهٔ لیگ می‌توانستند با گرفتن ۳ امتیاز از سقوط خود جلوگیری کنند اما موفق نشدند و به همراه باشگاه فوتبال نورنبرگ به دستهٔ پایین‌تر سقوط کردند.
اگرچه آن‌ها توانستند در فصل ۲۰۱۶–۲۰۱۷ دوباره فرصت حضور در بوندسلیگا را پیدا کنند و با دوم شدن در بوندسلیگا ۲ به پلی-آف مسابقات رفتند ولی در آنجا با نتیجهٔ ۰–۲ به وولفسبورگ باختند و در بوندسلیگا ۲ باقی ماندند.
در ۱۳ مه ۲۰۱۸، آینتراخت برانشوآیگ با باخت سنگین ۶–۲ به هولستین کیل به لیگا ۳ آلمان سقوط کردند.

## نشان‌واره‌ها و رنگ‌های پیراهن

### رنگ پیراهن ورزشی
از قدیم، رنگ پیراهن اصلی آینتراخت برانشوآیگ آبی و زرد بوده است. این رنگ‌ها از پرچم دوک‌نشین برانشوآیگ برگرفته شده‌اند.
| Team colours · Team colours · Team colours · Team colours · Team colours |
| لباس آینتراخت برانشوآیگ در فصل ۱۹۶۳–۱۹۶۴                                 |

| Team colours · Team colours · Team colours · Team colours · Team colours |
| لباس آینتراخت برانشوآیگ از سال ۱۹۶۴ تا ۱۹۶۶                              |

| Team colours · Team colours · Team colours · Team colours · Team colours |
| لباس آینتراخت برانشوآیگ از سال ۱۹۶۶ تا ۱۹۷۱                              |

| Team colours · Team colours · Team colours · Team colours · Team colours |
| لباس آینتراخت برانشوآیگ از سال ۱۹۷۱ تا ۱۹۸۱                              |

| Team colours · Team colours · Team colours · Team colours · Team colours |
| لباس آینتراخت برانشوآیگ از سال ۱۹۸۱ تا ۱۹۸۷                              |

## ورزشگاه

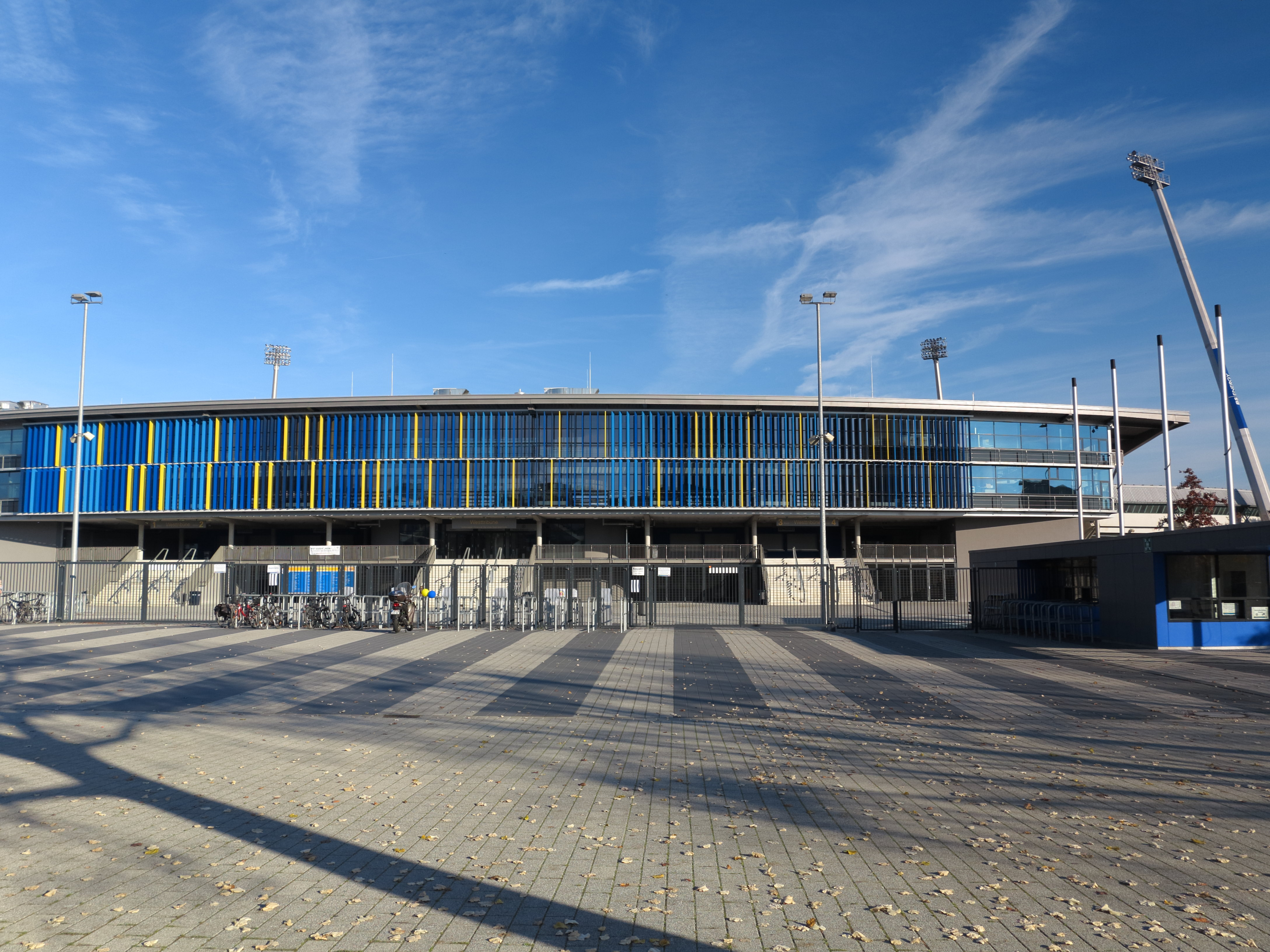
آینتراخت-اشتادیون؛ ورزشگاه فعلی باشگاه آینتراخت برانشوآیگ

مسابقات آینتراخت برانشوآیگ در ورزشگاه آینتراخت-استادیوم یا آینتراخت-اشتادیون (ورزشگاه آینتراخت) انجام می‌شوند. این ورزشگاه در شهر برانشوآیگ قرار دارد و در سال ۱۹۲۳ ساخته شده است. هم‌اکنون گنجایش این ورزشگاه ۲۵۰۰۰ نفر است ولی در دهه ۶۰ میلادی تعداد تماشاچی‌های حاضر در این ورزشگاه به ۳۸۰۰۰ نیز می‌رسید. تا قبل از ساخته شدن این ورزشگاه، مسابقات تیم در ورزشگاه اسپورت‌پلتز برگزار می‌شد که گنجایش آن تنها ۳۰۰۰ نفر بود.

## تماشاچیان
اگرچه این تیم سال‌های زیادی است که در لیگ دسته دوم و سوم باشگاه‌های آلمان بازی می‌کند، طرفداران این تیم با آن همراه بوده و هستند. تعداد آن‌ها به صورت میانگین در بازی‌ها ۲۱۳۹۶ نفر می‌باشد که تقریباً ورزشگاه ۲۵۰۰۰ نفری این باشگاه را پر می‌کند. آینتراخت برانشوآیگ در بین باشگاه‌های آلمانی در هر رشتهٔ ورزشی، در رتبه بیست و چهارم قرار دارد که برای یک تیم دسته دوئی بسیار جایگاه قابل توجه و جالب است و نشانگر وفاداری هوادار این تیم در طول سال‌ها و دهه‌های اخیر است.

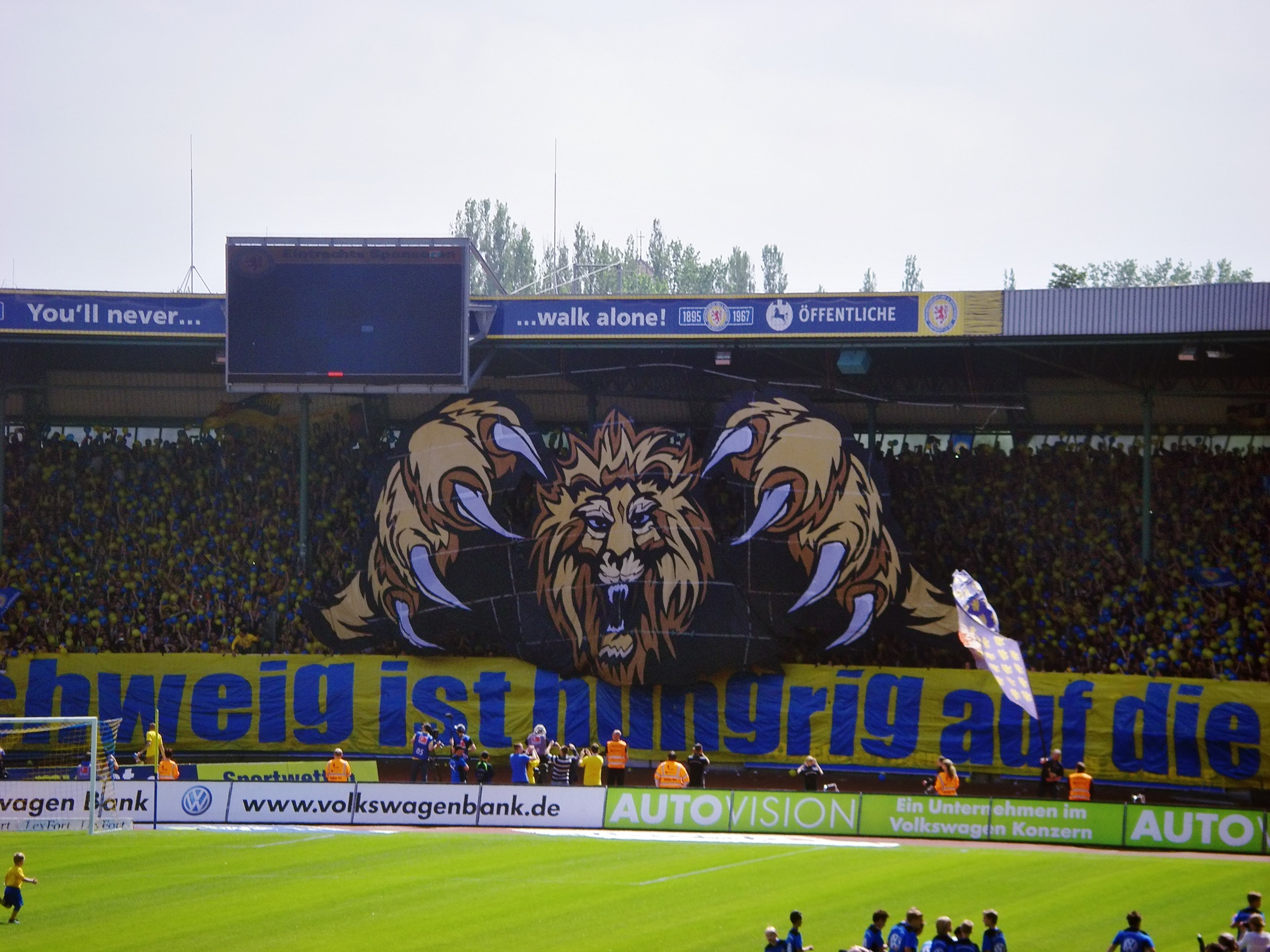
هواداران براونشوآیگ در ورزشگاه آینتراخت-اشتادیون

آینتراخت برانشوآیگ دشمنی سرسختی با باشگاه هانوفر دارد در حالی که با تیم‌های ماگدبورگ، والدهوف مانهایم و هم‌چنین باشگاه فوتبال بازل سوییس رابطهٔ دوستانه و خوبی دارد.

## افتخارات

### لیگ
- بوندس‌لیگا
  - قهرمان: ۶۷–۱۹۶۶

## فصول اخیر
| سال       | لیگ                    | رتبه      |
| --------- | ---------------------- | --------- |
| ۱۹۹۹–۲۰۰۰ | رجیونالیگا نورد۱ (III) | سوم       |
| ۲۰۰۰–۰۱   | رجیونالیگا نورد (III)  | هشتم      |
| ۲۰۰۱–۰۲   | رجیونالیگا نورد (III)  | دوم ↑۲    |
| ۲۰۰۲–۰۳   | بوندسلیگا ۲ (II)       | پانزدهم ↓ |
| ۲۰۰۳–۰۴   | رجیونالیگا نورد (III)  | ششم       |
| ۲۰۰۴–۰۵   | رجیونالیگا نورد (III)  | اول ↑     |
| ۲۰۰۵–۰۶   | بوندسلیگا ۲ (II)       | دوازدهم   |
| ۲۰۰۶–۰۷   | بوندسلیگا ۲ (II)       | هجدهم ↓   |
| ۲۰۰۷–۰۸   | رجیونالیگا نورد (III)  | دهم       |
| ۲۰۰۸–۰۹   | لیگا ۳ (III)           | سیزدهم    |
| ۲۰۰۹–۱۰   | لیگا ۳ (III)           | چهازم     |
| ۲۰۱۰–۱۱   | لیگا ۳ (III)           | اول ↑     |
| ۲۰۱۱–۱۲   | بوندسلیگا ۲ (II)       | هشتم      |
| ۲۰۱۲–۱۳   | بوندسلیگا ۲ (II)       | دوم ↑     |
| ۲۰۱۳–۱۴   | بوندسلیگا (I)          | هجدهم ↓   |
| ۲۰۱۴–۱۵   | بوندسلیگا ۲ (II)       | ششم       |
| ۲۰۱۵–۱۶   | بوندسلیگا ۲ (II)       | هشتم      |
| ۲۰۱۶–۱۷   | بوندسلیگا ۲ (II)       | سوم       |
| ۲۰۱۷–۱۸   | بوندسلیگا ۲ (II)       | هفدهم ↓   |
| ۲۰۱۸–۱۹   | لیگا ۳ (III)           |           |

۱اعداد داخل پرانتز در ستون لیگ نمایانگر دسته‌ای است که تیم در آن سال در آن حضور داشته.
۲ ↑ بمعنای صعود و ↓ بمعنای سقوط از لیگ می‌باشد.

## بازیکنان

### بازیکنان برجسته و سرشناس
فهرستی از بازیکنان سرشناس و مشهوری که حداقل ۲۵۰ بار پیراهن تیم آینتراخت برانشوآیگ را به تن کرده و در مسابقات رسمی شرکت کرده‌اند یا بیشتر از ۵۰ گل برای این باشگاه به ثمر رسانده‌اند. همچنین نام بازیکنانی که برای تیم ملی‌شان حداقل یک بازی ملی رسمی یا یک بازی در مسابقات المپیک انجام داده‌اند نیز در این فهرست ثبت شده است.

#### آلمانی
هورشت ولتر (۱۹۶۱، ۱۹۶۲، ۱۹۶۳، ۱۹۶۴، ۱۹۶۵، ۱۹۶۶، ۱۹۶۷، ۱۹۶۸، ۱۹۶۹، ۱۹۷۰، ۱۹۷۱، ۱۹۷۲)
 راینر هولمن (۱۹۷۳، ۱۹۷۴، ۱۹۷۵، ۱۹۷۶، ۱۹۷۷، ۱۹۷۸، ۱۹۷۹، ۱۹۸۰، ۱۹۸۱، ۱۹۸۲، ۱۹۸۳، ۱۹۸۴)
 برند فرانکه (۱۹۷۴، ۱۹۷۵، ۱۹۷۶، ۱۹۷۷، ۱۹۷۸، ۱۹۷۹، ۱۹۸۰، ۱۹۸۱، ۱۹۸۲، ۱۹۸۳، ۱۹۸۴، ۱۹۸۵)
 رونالد ورم (۱۹۷۹، ۱۹۸۰، ۱۹۸۱، ۱۹۸۲، ۱۹۸۳، ۱۹۸۴، ۱۹۸۵، ۱۹۸۶، ۱۹۸۷)
 ولفگانگ درملر (۱۹۷۳، ۱۹۷۴، ۱۹۷۵، ۱۹۷۶، ۱۹۷۷، ۱۹۷۸، ۱۹۷۹)
 کریم بلعربی (۲۰۰۸، ۲۰۰۹، ۲۰۱۰، ۲۰۱۱، ۲۰۱۳، ۲۰۱۴)
 اوتو هاردر (۱۹۰۹، ۱۹۱۰، ۱۹۱۱، ۱۹۱۲، ۱۹۱۳)
 ماکس لورنتس (۱۹۶۹، ۱۹۷۰، ۱۹۷۱، ۱۹۷۲)
 دیرک شوشتر (۱۹۹۰، ۱۹۹۱)
 اووه رایندرس (۱۹۷۷، ۱۹۸۸)
 پائول برایتنر (۱۹۹۷، ۱۹۹۸)

#### غیر آلمانی
سرگی فوکین (۱۹۹۲، ۱۹۹۳، ۱۹۹۴، ۱۹۹۵، ۱۹۹۶، ۱۹۹۷، ۲۰۰۰)
 دانیل داوری (۲۰۰۹، ۲۰۱۰، ۲۰۱۱، ۲۰۱۲، ۲۰۱۳، ۲۰۱۴)
 ایگور بلانوف (۱۹۹۱، ۱۹۹۲، ۱۹۹۳، ۱۹۹۴)
 محمد علی المحجوبی (۱۹۹۱، ۱۹۹۲، ۱۹۹۳)
 آرمین بیچاکچیچ (۲۰۱۲، ۲۰۱۳، ۲۰۱۴)
 آدام ماتوشچیک (۲۰۱۵، ۲۰۱۶، ۲۰۱۷)
 سرژ برانکو (۱۹۹۸، ۱۹۹۹، ۲۰۰۰)
 جمال‌الدین لیمام (۱۹۹۰، ۱۹۹۱)
 ژانگ چنگدونگ (۲۰۱۲، ۲۰۱۳)
 یاهیرو کازاما (۱۹۸۸، ۱۹۸۹)

## واژه‌نامه
1. ↑  FuCC Eintracht 1895
2. ↑  FC Eintracht von 1895
3. ↑  FC Eintracht von 1895
4. ↑  Georg "Schorsch" Knöpfle
5. ↑  Helmut Schön's Dresdner SC
6. ↑  TSV Braunschweig
7. ↑  Jägermeister
8. ↑  Torsten Lieberknecht
9. ↑  Eintracht-Stadion